# Apistogramma uaupesi
Apistogramma uaupesi és una espècie de peix de la família dels cíclids i de l'ordre dels perciformes que habita a la conca de l'Amazones. Els mascles poden assolir els 2,8 cm de longitud total.